# Avenida General Venancio Flores
La Avenida General Venancio Flores,  conocida coloquialmente como Avenida General Flores es una de las avenidas de la ciudad de Montevideo. Atraviesa la ciudad desde el Palacio Legislativo en La Aguada hasta la zona de Piedras Blancas.

## Historia
El 20 de diciembre de 1866 parte del trazado de la actual avenida, por orden del gobierno  recibió la denominación de Camino Goes, nombre que hacia referencia a un antiguo comercio existente en la esquina formada por las actuales avenidas General Flores y General Garibaldi. El mencionado camino pronto se convertiría en una de las principales salidas y entradas a la ciudad de Montevideo, y en su historia conserva disvesos episodios históricos de la ciudad, por él se retiraron el 12 de diciembre de 1812, las fuerzas de Vigodet, derrotadas por el General José Rondeau en el Cerrito de la Victoria, buscando amparo tras las murallas de la ciudad. Dicho camino fue vía de transporte del ejército del General Manuel Oribe, quien puso en sitio a Montevideo en febrero de 1843, y en él se desarrollaron episodios bélicos como el de la muerte del coronel Marcelino Sosa, caído en un lugar cercano a la playa de la Aguada, desaparecida tras las obras de construcción del puerto de Montevideo. Es por esta avenida, que en 1904 se intentó asesinar al entonces presidente José Batlle y Ordóñez
Posteriormente,  en 1908 dicho camino se convertiría en una avenida, quien con su denominación homenajea al militar y político Venancio Flores. 

## Características
La avenida nace sobre la avenida José Belloni en Piedras Blancas y se extiende mediante doble vía hasta la Plaza del Ejército, donde continúa hasta al Palacio Legislativo, aunque sin doble vía. La avenida circula por los barrios Cerrito, Jacinto Verá, Goes y Aguada. En agosto de 2016 fue inauguró un corredor exclusivo para autobuses del sistema de transporte metropolitano, el Corredor General Flores. Es por dicha avenida, donde de realiza la feria de Piedras Blancas. 

## Monumentos

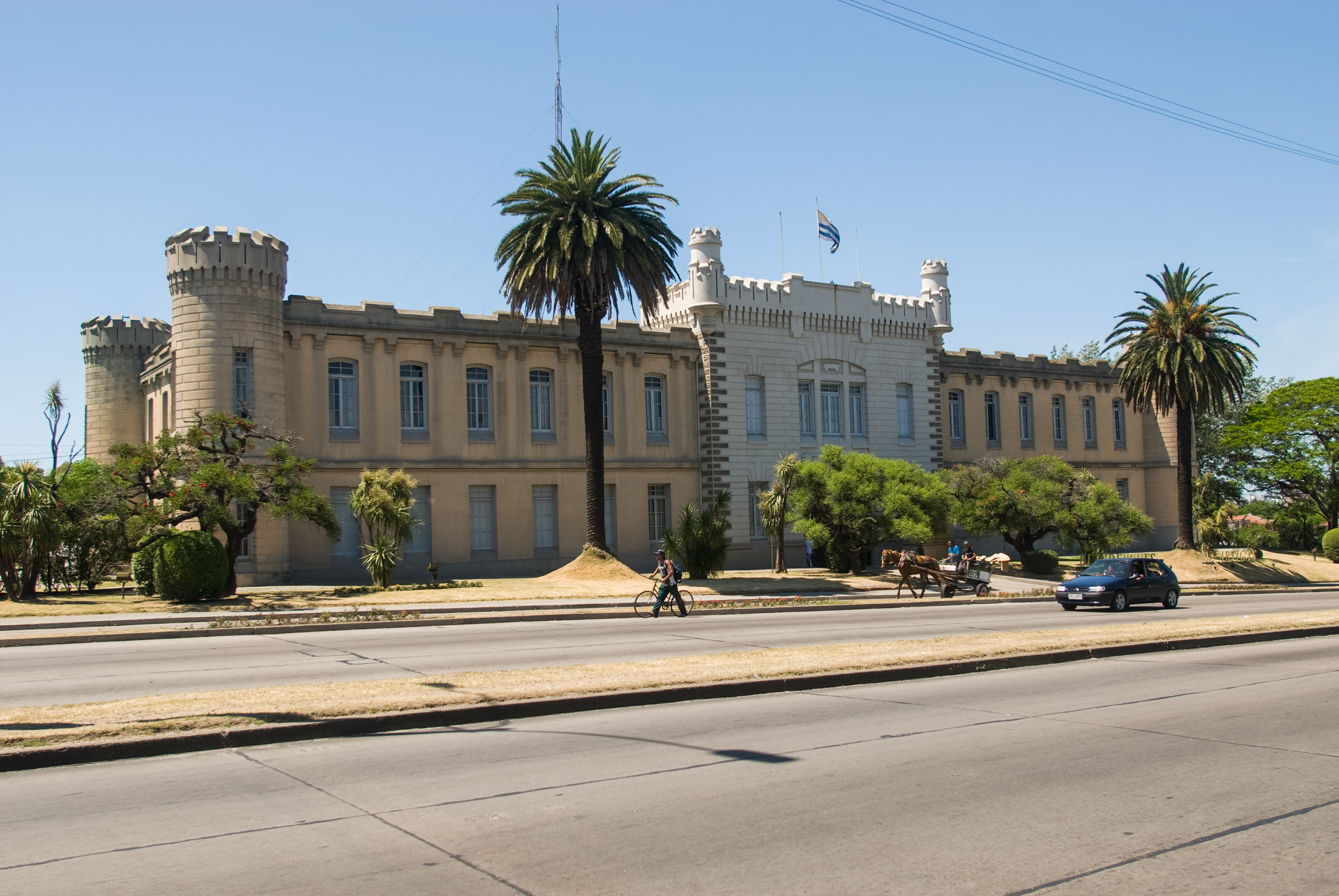
El Cuartel de Blandengues sobre la Avenida General Flores

Por dicha avenida se encuentran diversos monumentos e edificios históricos, tales como el Café Vaccaro, la antigua terminal de tranvías, el Cuartel de Blandengues y las facultades de medicina y química.  Por la misma se encuentran además tres importantes monumentos, como el Monumento al Ejército en la plaza homónima, el monumento al doctor Luis Alberto de Herrera y el monumento a José Batlle y Ordóñez.

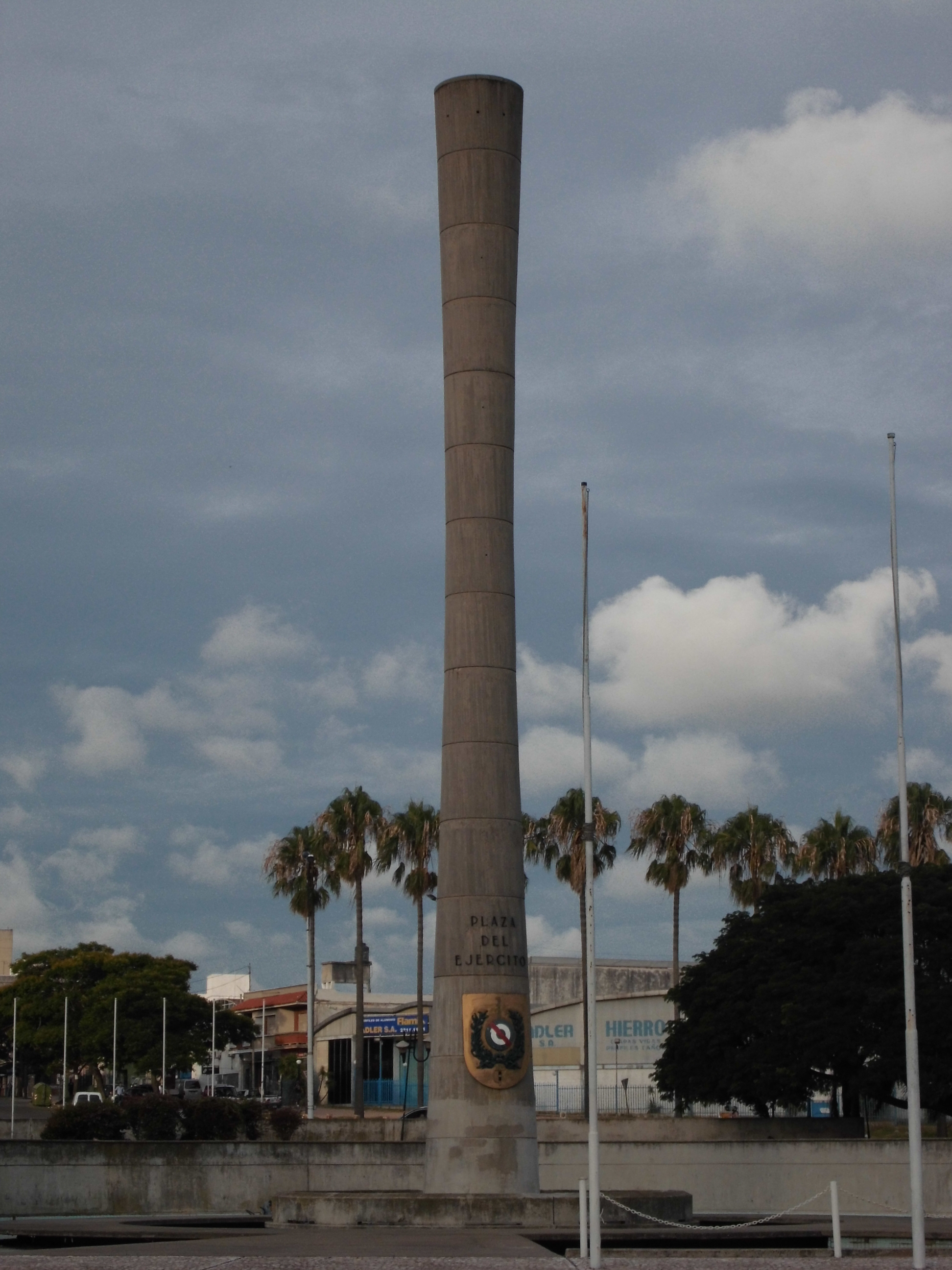
Monumento al Ejército Nacional en la plaza homónima.
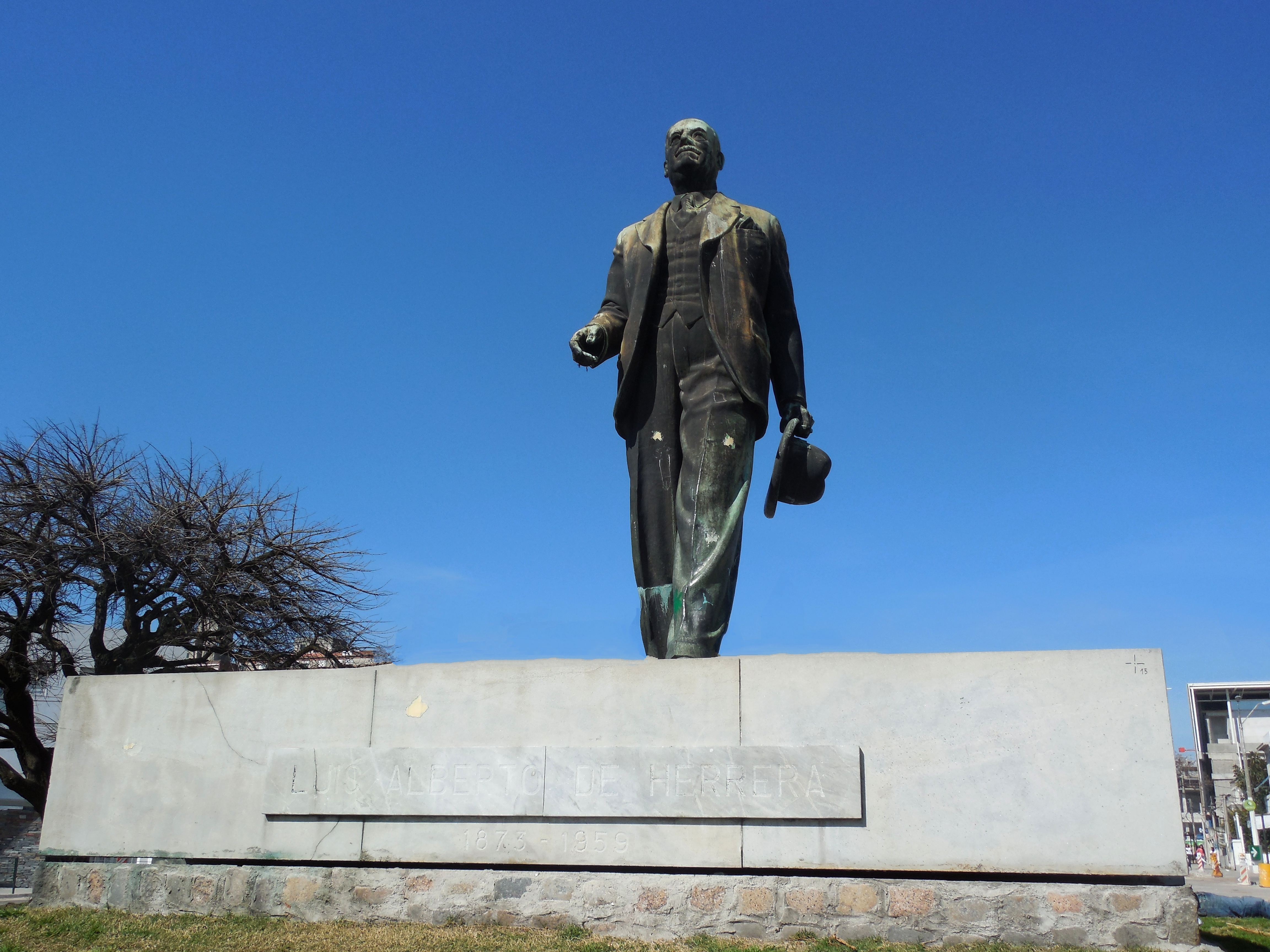
Monumento a Luis Alberto de Herrera
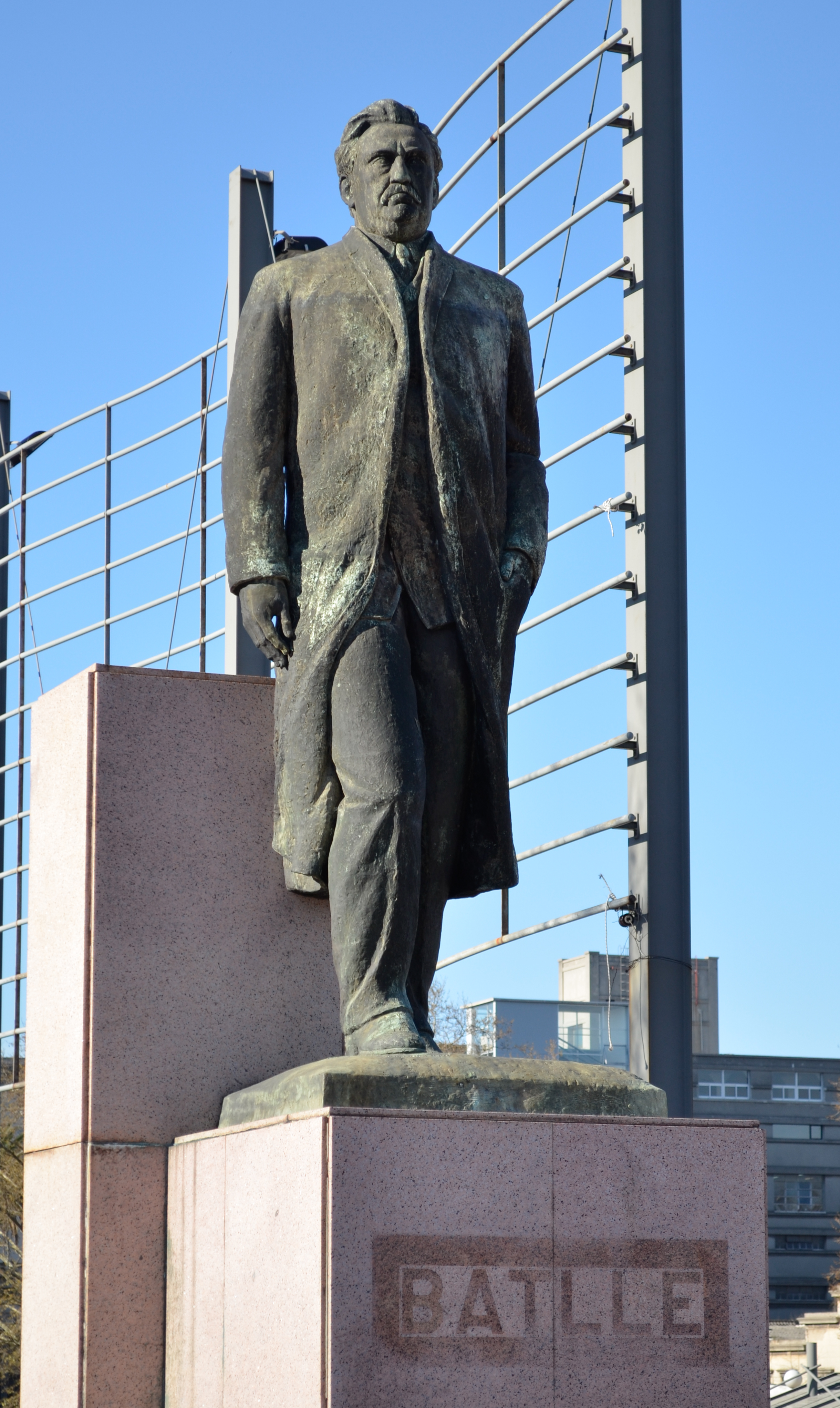
Monumento a José Batlle y Ordóñez, sobre la plaza 1° de Mayo.